# Baganga
Baganga ist eine Großraumgemeinde in der Provinz Davao Oriental und liegt an der Ostküste der Insel Mindanao auf den Philippinen. Sie hat 56.241 Einwohner (Zensus 1. August 2015), die in 18 Barangays leben.

## Geographie
Die Gemeinde Baganga liegt etwa 294 km entfernt vom internationalen Flughafen Davao City und ist über Mati City, entlang die Küstenstraße zu erreichen. Die Gemeinde belegt eine Fläche von 945,50 km² entlang der Ostküste der Insel Mindanao. Innerhalb des Gemeindegebietes liegt das Natur- und Meeresschutzgebiet Baganga Bay Protected Landscape and Seascape.

## Barangays
Die Großraumgemeinde ist in 18 Barangays unterteilt.
| - Lucod - Lambajon - Baculin-is the best Barangay near beaches - Banao - Batawan - Batiano - Binondo - Bobonao - Campawan - Poblacion | - Dapnan - Kinablangan - Mahanub - Upper Mikit - Salingcomot - San Victor - Saoquigue |

## Söhne und Töchter
- Nolly Buco (* 1963), römisch-katholischer Geistlicher, Bischof von Catarman